# 가쪽발바닥신경
가쪽발바닥신경(lateral plantar nerve) 또는 바깥쪽발바닥신경(external plantar nerve), 외측족저신경(外側足底神經)은 정강신경의 두 종말가지 중 하나이다. 넷째 발가락의 가쪽 절반과 새끼발가락의 피부 감각을 전달한다. 또한 대부분의 발 깊은층 근육들에 분포한다. 그 분포 양상은 손의 자신경과 유사하다.
가쪽발바닥신경은 발의 가쪽 측면을 향해 가쪽발바닥동맥과 함께 비스듬하게 앞으로 주행한다. 이때 짧은발가락굽힘근과 발바닥네모근 사이에 위치한다. 그리고 굽힘근들과 새끼벌림근 사이의 공간에서, 가쪽발바닥신경은 얕은가지와 깊은가지로 갈라진다. 이렇게 두 가지로 갈라지기 전에 발바닥네모근과 새끼벌림근에 분포한다.

## 추가 이미지

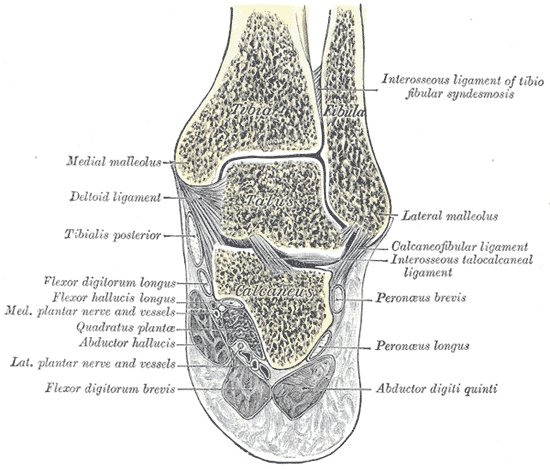
오른쪽 목말종아리관절과 목말발꿈치관절에서 자른 관상단면
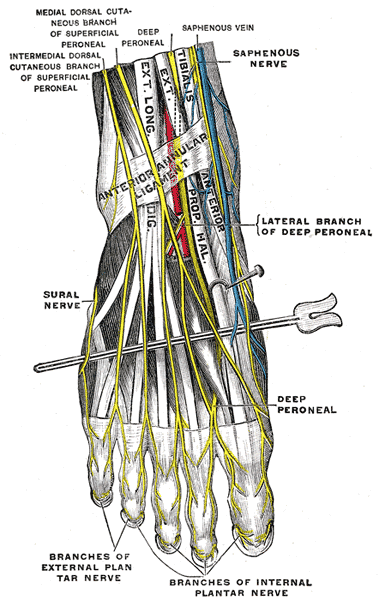
발등의 신경

## 참고 문헌
이 문서는 현재 퍼블릭 도메인에 속하는 그레이 해부학 제20판(1918) page 963의 내용을 기초로 작성된 글이 포함되어 있습니다.